# Viscoelasticidade
Viscoelasticidade é a propriedade dos materiais que apresentam características viscosas e elásticas ao sofrer deformação. Materiais viscosos, como água, resistem ao fluxo de cisalhamento e à deformação linearmente com o tempo quando uma tensão é aplicada. Os materiais elásticos se tensionam ao serem esticados e retornam imediatamente ao seu estado original assim que a tensão é removida.
Os materiais viscoelásticos têm elementos de ambas as propriedades e, como tal, exibem deformação dependente do tempo. Enquanto a elasticidade é geralmente o resultado do alongamento da ligação ao longo dos planos cristalográficos em um sólido ordenado, a viscosidade é o resultado da difusão de átomos ou moléculas dentro de um material amorfo.

## Contexto

Diferentes tipos de respostas a uma mudança na taxa de deformação (/)

No século XIX, físicos como Maxwell, Boltzmann e Kelvin pesquisaram e fizeram experiências com fluência e recuperação de vidros, metais e borrachas. A viscoelasticidade foi examinada posteriormente no final do século XX, quando os polímeros sintéticos foram projetados e usados em uma variedade de aplicações. Os cálculos de viscoelasticidade dependem fortemente da variável de viscosidade, {\displaystyle \eta }. O inverso de {\displaystyle \eta } também é conhecido como fluidez, {\displaystyle \phi }. O valor de qualquer um pode ser derivado em função da temperatura ou como um determinado valor (ou seja, para um painel).
Dependendo da mudança da taxa de deformação versus tensão dentro de um material, a viscosidade pode ser categorizada como tendo uma resposta linear, não linear ou plástica. Quando um material exibe uma resposta linear, ele é classificado como um material newtoniano. Nesse caso, a tensão é linearmente proporcional à taxa de deformação. Se o material exibir uma resposta não linear à taxa de deformação, ele é classificado como fluido não newtoniano. Há também um caso interessante em que a viscosidade diminui à medida que a taxa de cisalhamento/deformação permanece constante. Um material que exibe esse tipo de comportamento é conhecido como tixotrópico. Além disso, quando a tensão é independente desta taxa de deformação, o material apresenta deformação plástica. Muitos materiais viscoelásticos exibem comportamento semelhante ao da borracha, explicado pela teoria termodinâmica da elasticidade do polímero.
Alguns exemplos de materiais viscoelásticos incluem polímeros amorfos, polímeros semicristalinos, biopolímeros, metais em temperaturas muito altas e materiais de betume. A rachadura ocorre quando a deformação é aplicada rapidamente e fora do limite elástico. Ligamentos e tendões são viscoelásticos, de modo que a extensão do dano potencial a eles depende tanto da taxa de mudança de seu comprimento quanto da força aplicada.[carece de fontes?]
Um material viscoelástico tem as seguintes propriedades:
- histerese é vista na curva de tensão-deformação
- ocorre o relaxamento do estresse: a deformação constante da etapa causa diminuição do estresse
- fluência ocorre: a tensão constante do degrau causa uma tensão crescente

## Comportamento elástico versus viscoelástico

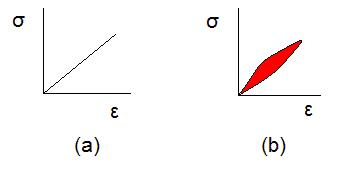
Curvas tensão-deformação para um material puramente elástico (a) e um material viscoelástico. A área vermelha é um loop de histerese e mostra a quantidade de energia perdida (como calor) em um ciclo de carga e descarga. É igual a, Onde é estresse e é tensão.

Ao contrário das substâncias puramente elásticas, uma substância viscoelástica possui um componente elástico e um componente viscoso. A viscosidade de uma substância viscoelástica confere à substância uma dependência da taxa de deformação com o tempo. Materiais puramente elásticos não dissipam energia (calor) quando uma carga é aplicada e depois removida. No entanto, uma substância viscoelástica dissipa energia quando uma carga é aplicada e depois removida. A histerese é observada na curva de tensão-deformação, com a área do loop sendo igual à energia perdida durante o ciclo de carregamento. Como a viscosidade é a resistência à deformação plástica termicamente ativada, um material viscoso perderá energia durante um ciclo de carregamento. A deformação plástica resulta em perda de energia, o que não é característico da reação de um material puramente elástico a um ciclo de carregamento.
Especificamente, a viscoelasticidade é um rearranjo molecular. Quando uma tensão é aplicada a um material viscoelástico, como um polímero, partes da longa cadeia de polímero mudam de posição. Este movimento ou rearranjo é chamado de deslizamento. Os polímeros permanecem um material sólido mesmo quando essas partes de suas cadeias são reorganizadas para acompanhar o estresse e, à medida que isso ocorre, ele cria uma tensão reversa no material. Quando a tensão posterior é da mesma magnitude que a tensão aplicada, o material não se arrasta mais. Quando a tensão original é removida, as tensões de retorno acumuladas farão com que o polímero retorne à sua forma original. O material se arrasta, o que dá ao prefixo visco-, e o material se recupera totalmente, o que dá ao sufixo -elasticidade.

## Medição
Embora existam muitos instrumentos que testam a resposta mecânica e viscoelástica dos materiais, a espectroscopia viscoelástica de banda larga (BVS) e a espectroscopia de ultrassom ressonante (RUS) são mais comumente usados para testar o comportamento viscoelástico porque podem ser usados acima e abaixo da temperatura ambiente e são mais específicos para testar a viscoelasticidade. Esses dois instrumentos empregam um mecanismo de amortecimento em várias frequências e intervalos de tempo, sem apelar para a superposição tempo-temperatura. Usar BVS e RUS para estudar as propriedades mecânicas de materiais é importante para entender como um material exibindo viscoelasticidade se comportará.